# Saisseval
Saisseval (picardisch: Saisevo) ist eine nordfranzösische Gemeinde mit 251 Einwohnern (Stand 1. Januar 2022) im Département Somme in der Region Hauts-de-France. Die Gemeinde liegt im Arrondissement Amiens, ist Teil der Communauté de communes Nièvre et Somme und gehört zum Kanton Ailly-sur-Somme.

## Geographie
Die Gemeinde (mit dem Ortsteil Saissemont) liegt etwa sieben Kilometer östlich von Molliens-Dreuil sowie rund fünf Kilometer südwestlich von Picquigny. Zu Saisseval gehört das nördlich gelegene Gehöft Romont.

## Einwohner
| 1962 | 1968 | 1975 | 1982 | 1990 | 1999 | 2006 | 2011 |
| ---- | ---- | ---- | ---- | ---- | ---- | ---- | ---- |
| 171  | 183  | 175  | 182  | 223  | 230  | 222  | 231  |

## Verwaltung
Bürgermeister (maire) ist seit 2001 Gilles Godin.

## Sehenswürdigkeiten
- Kirche Saint-Pierre
- Kriegerdenkmal

## Persönlichkeiten
- Pierre Garnier, Schriftsteller und Übersetzer (1928–2014), lebte in Saisseval und ist hier verstorben.